# 瞬子
瞬子(instanton)來自於運動方程式的經典解，無論在量子力學或量子場論，它都是有限的且為非零作用量。更精確地說，它是歐氏空間中经典場論運動方程式的解。它在量子場論中扮演重要角色：

- 在路徑積分中，用於對物理系統的经典效應進行量子修正。
- 它們可用於研究許多物理系統的穿隧效應，例如楊-米爾斯理論。

## 4维杨-米尔斯瞬子
若
{\displaystyle S_{YM}=\int tr(F\wedge *F)}
是杨-米尔斯作用量（其中*是霍奇对偶），4维杨-米尔斯瞬子是下面公式的解：
{\displaystyle {\frac {1}{2}}{\frac {\delta S_{YM}}{\delta A}}=d_{D}F=dF+[A,F]=0}
其中的{\displaystyle d_{D}}是外共变导数。因为比安基恒等式
{\displaystyle d_{D}*F=0}
若
{\displaystyle F=\pm *F}
我们满足了上面的杨-米尔斯公式。解包括BPST瞬子。

### 陈-西蒙斯
第二陈类 / 陈作用量是
{\displaystyle \int _{M}c_{2}={\frac {1}{2}}({\frac {i}{2\pi }})^{2}\int _{M}tr(F^{2})={\frac {1}{2}}({\frac {i}{2\pi }})^{2}\int _{M}dCS_{3}={\frac {1}{2}}({\frac {i}{2\pi }})^{2}\int _{\partial M}CS_{3}}
在流形M的边界，既然上面的作用量，联络形式也逼近
{\displaystyle A\to 0\equiv gdg^{-1}}
这是因为
{\displaystyle A\equiv g(d+A)g^{-1}}
而且曲率形式
{\displaystyle F\to 0}
因为陈-西蒙斯形式
{\displaystyle CS_{3}=tr(AF-{\frac {1}{3}}A^{3})}
所以
{\displaystyle CS_{3}\to -tr(A^{3})/3}
{\displaystyle \int _{M}c_{2}=-{\frac {1}{2}}({\frac {i}{2\pi }})^{2}\int _{\partial M}tr(A^{3})/3={\frac {1}{24\pi ^{2}}}\int _{\partial M}tr(gdg^{-1})^{3}}
若M是R4，其边界是{\displaystyle \partial M=\partial R^{4}=S_{\infty }^{3}}，一个3维球面。因为A是规范群G值的，A在边界定义一个从G到{\displaystyle S^{3}}的函数。这样的函数是 第三同伦类 {\displaystyle \pi _{3}(G)=\mathbb {Z} }分类的。的确，上面的第二陈数是一个卷绕数。
{\displaystyle \int _{M}c_{2}={\frac {1}{24\pi ^{2}}}\int _{\partial M}tr(gdg^{-1})^{3}=\nu \in \mathbb {Z} }
所以若
{\displaystyle S=S_{YM}+\theta \int c_{2}}
那么威克轉動的路径积分成为
{\displaystyle Z=\int dAe^{iS(A)}\to e^{i\theta \nu }\int e^{-S_{YM}}}
通过Bogomol'nyi bound（BPS態），我们可以用卷绕数分类BPST瞬子。